# Хромосомная нестабильность
 Хромосомная нестабильность  (англ. Chromosomal instability) (CIN) —  один из видов геномной нестабильности, при которой в дочерних поколениях делящихся клеток наблюдаются неклональные изменения кариотипа, а именно: потери или приобретения хромосом и их участков.
Хромосомная нестабильность наблюдается в злокачественных клетках при некоторых лейкозах и в клетках некоторых со́лидных опухолей, особенно часто наблюдается при раке прямой кишки. Хотя многие опухоли являются анеуплоидными и/или несут хромосомные перестройки, для раков с хромосомной нестабильностью характерна крайне высокая частота хромосомных аномалий и высокое их разнообразие.

## Критерии для определения CIN
- Так как хромосомная нестабильность определяется скоростью накопления хромосомных нарушений, для выявления хромосомной нестабильности необходимо проводить сравнительный количественный анализ клеточных популяций с использованием статистических методов[3].
- Частота хромосомных нарушений в тестируемой клеточной популяции должна сравниваться с контрольной клеточной популяцией. Это особенно верно при низких частотах хромосомных аберраций[3].
- Частота хромосомных нарушений должна быть нормирована на количество клеточных делений, которые претерпевает клеточная популяция[3].
- Анализ хромосомной нестабильности должен определять не только полный рейтинг изменения хромосом, но и частичные изменения, такие как хромосомные делеции, вставки, инверсии и усиления, также следует учитывать сегментные анеуплоидии[3]. Это обеспечивает более точное определение наличия хромосомной нестабильности.
- Результаты для полиплоидных и диплоидных клеток должны быть идентифицированы и записаны отдельно друг от друга. Это потому, что фитнес-стоимость (выживание в следующем поколении) хромосомной нестабильности ниже в полиплоидных клетках, а клетка имеет большее число хромосом, чтобы компенсировать испытываемую хромосомную нестабильность[3].
- При определении наличия и степени хромосомной нестабильности должно быть принято во внимание, что полиплоидные клетки более склонны к хромосомным изменениям[3].

## Классификация
Численное значение CIN определяется высотой рейтинга каждой цепочки или потерей целых хромосом; в результате чего возникает анеуплоидия. Нормальные клетки производят ошибки в сегрегации хромосом в 1% клеточных делений, в то время как клетки с CIN производят эти же ошибки примерно в 20% клеточных делений. Поскольку анеуплоидия — общая черта в опухолевых клетках, наличие анеуплоидии в клетках, не обязательно означает, присутствия CIN; CIN определяется высоким уровнем ошибок. Один из способов дифференциации  без CIN и  CIN-индуцированной анеуплоидии заключается в том, что CIN вызывает широкие переменные (гетерогенные) хромосомные аберрации; тогда, когда CIN не является причинным фактором, хромосомные изменения часто более клонального типа.
Структурная CIN отличается тем, что могут быть дублированы или удалены фрагменты хромосом вместо целых хромосом. Перестановка частей хромосом (транслокация) и дополнения и делеции в хромосомах могут также происходить при структурном CIN.

## Эффекты
CIN часто приводит к анеуплоидии. Существуют три пути, которые ведут к анеуплоидии. Это может произойти из-за потери целой хромосомы, прироста целой хромосомы или перегруппировки частных хромосом, известных как большие хромосомные перестройки (GCR). Все эти признаки являются признаками некоторых видов рака. Сегментарная анеуплоидия может произойти из-за делеции, уплотнения или транслокации, которые возникают из поломок в ДНК, а потери и прирост целых хромосом — часто из-за ошибок во время митоза.

## Целостность генома
Хромосомы состоят из последовательности ДНК и белков (таких как гистоны), которые отвечают за их упаковку в хромосоме. Поэтому, когда речь идет о нестабильности хромосом, эпигенетические изменения могут также вступать в игру. Гены, с другой стороны, относятся только к последовательности ДНК (наследственный модуль), и совершенно не обязательно брать в расчёт, что они будут экспрессированы в качестве только эпигенетических факторов. Расстройства, такие как нестабильность хромосом, могут быть унаследованы с помощью генов, или приобретены позднее из-за воздействия окружающей среды. Один из путей приобретения хромосомной нестабильности — результат воздействия ионизирующего излучения. Известно, что излучение причиняет вред ДНК, что может вызвать ошибки в репликации клеток, которые могут привести к хромосомной нестабильности. Хромосомная нестабильность может, в свою очередь, вызвать рак. Тем не менее, синдромы хромосомной нестабильности, такие как синдром Блума, атаксия телеангиэктазия и анемия Фанкони наследуется  и считаются генетическими заболеваниями. Эти расстройства опухолевого генеза, часто имеют также индивидуальный фенотип. Гены, контролирующие нестабильность хромосом известны как гены хромосомной нестабильности и они контролируют пути митоза, репликации ДНК, ремонт и модификацию. Они также контролируют транскрипцию и процесс ядерной транспортировки.

## Хромосомная нестабильность и рак
Исследования, связанные с хромосомной нестабильностью, связаны с твердыми опухолями, которые, в свою очередь, связаны с твёрдой массой раковых клеток, которые растут в системных органах и могут образоваться в любой части тела. Эти опухоли  отличаются от жидких опухолей, которые происходят в крови, костном мозге, лимфатических узлах и т. п..
Несмотря на то, хромосомная нестабильность уже давно считается  вносящей свой вклад в развитие опухоли, недавние исследования показали, что хромосомная нестабильность может либо способствовать либо подавлять развитие опухоли. Разница между двумя действиями зависит от количества хромосомной нестабильности, так как невысокий рейтинг хромосомной неустойчивости приводит к опухолевой прогрессии, или другими словами, к раку, в то время как высокий рейтинг хромосомной нестабильности часто приводит к гибели раковых клеток. Это связано с тем, что высокий рейтинг хромосомной нестабильности наносит ущерб механизмам выживания клетки, и раковая клетка не может реплицировать и умирает (апоптоз). Поэтому зависимость между хромосомной нестабильностью и раком также могут быть использована для оказания помощи в диагностике вида опухоли (злокачественная или доброкачественная).
Большинство твердых злокачественных опухолей человека характеризуется хромосомной нестабильностью и  приростом или потерей целых хромосом или их фрагментов. Например, большинство колоректальных и других твердых раков сопровождается хромосомной нестабильностью (CIN). Это показывает, что хромосомная нестабильность может нести ответственность за развитие твердых раков. Тем не менее, генетические изменения в опухоли не обязательно означают, что опухоль генетически неустойчива, так как «нестабильность генома» относится к различным нестабильностям фенотипов, в том числе и фенотипа хромосомной нестабильности.
Роль CIN в канцерогенезе  основательно обсуждалась. В то время как некоторые утверждают каноническую теорию активации онкогенов и инактивации генов супрессоров опухолей, такие как Роберт Вайнберг, некоторые утверждают, что CIN может играть важную роль в происхождении раковых клеток, так как CIN предоставляет мутатор фенотипа, что позволяет клетке накапливать большое количество мутаций. Учёные, участвующие в этой дискуссии включают в себя Кристофа Ленгауэра, Кеннет Кинзлера, Кейт Р. Леба, Лоуренс А. Лоэба, Берта Фогельштейна и Питера Дюсберга.

## Методы диагностики
Диагноз хромосомной нестабильности может быть поставлен с помощью аналитических методов на клеточном уровне. Часто используемыми средствами для диагностики CIN является цитогенетика проточной цитометрии, сравнительная геномная гибридизация и полимеразная цепная реакция, кариотипирование и флуоресценция в гибридизации (FISH) и другие методы, подходящие для использования. В сравнительной геномной гибридизации,  ДНК извлекается из больших клеточных популяций, вероятно, что будут определены некоторые приобретения и потери. Кариотипирование используется при анемии Фанкони, основываясь на 73-часовых культурах цельной крови, которые затем подкрашивали красителем Гимза. После окрашивания под микроскопом  видны аберрации хроматидного типа.